# Irakli Tsjogovadze

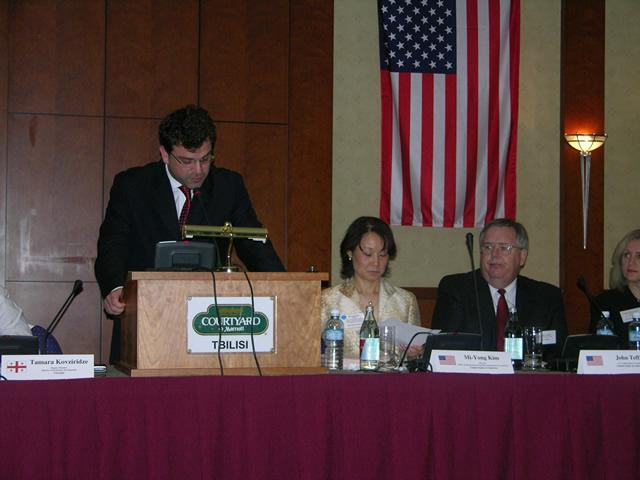
Chogovadze als minister van Economie

 Irakli Chogovadze (Georgisch: ირაკლი ჩოგოვაძე) (Tbilisi, 19 augustus 1973) is een Georgisch politicus. Hij was minister van Economie van 2005 tot december 2006.  Nu staat hij aan het hoofd van de Georgian Oil and Gas Corporation. Hij was tevens de gouverneur van Imereti.
In 1990 studeerde hij af aan het Staatsuniversiteit van Tbilisi. In 2003 was hij bankier bij ABN AMRO in Moskou. In 2005 werd bij benoemd tot minister van Economie en Ontwikkeling van Georgië door president Micheil Saakasjvili.
Hij is getrouwd, hij heeft een kind en spreekt diverse talen: onder andere Georgisch, Engels, Frans en Russisch.